# Клетка (фильм, 2000)
«Клетка» (англ. The Cell) — американский психологический триллер 2000 года режиссёра Тарсема Сингха. В главной роли фильма снялась певица и актриса Дженнифер Лопес. Премьера фильма состоялась 17 августа 2000 года.

## Сюжет
Серийный убийца по имени Карл Рудольф Старгер похищает женщин и помещает их в комнату, где постоянно текущая с потолка вода за 40 часов наполняет герметичную комнату до краёв и жертва захлёбывается. Всё это он снимает на видео. По всему телу маньяка вживлены стальные кольца, за которые он подвешивает себя цепями, и в таком положении просматривает отснятый материал. После очередного похищения маньяк пойман, но он в коме после нетипичной формы шизофренического припадка.
Система подачи воды работает автоматически, а местонахождение похищенной девушки неизвестно. Кэтрин (Дженнифер Лопес) — детский психолог, участвующая в разработке экспериментальной методики проникновения во внутренний мир пациентов. Используя новую технологию, Кэтрин, а затем и агент ФБР по фамилии Новак погружаются в странный, завораживающий, не имеющий ничего общего с реальной жизнью, мир маньяка. В этом мире, созданном воображением извращенца, все законы подчиняются только своему хозяину. Стоит поверить в реальность происходящего — и выбраться будет невозможно.
Кэтрин и её помощнику необходимо выяснить, где же в реальности находится место, где маньяк мучил своих жертв. В мире маньяка они встречают и его воспоминание о самом себе — маленьком, запуганном, но добром мальчике, которого мучит и унижает отец-пьяница. Постепенно становится ясно, что именно такое искалеченное, несчастное детство стало причиной садистских наклонностей Карла. Соратник Кэтрин уверен, что дело в самом Карле и что можно вынести и не такие унижения, оставшись человеком без отклонений. Однако Кэтрин жалеет Карла. После битвы с той частью его души, которая собрала в себе всё зло, уже почти одолев этого тёмного короля и повелителя внутреннего мира Карла, она понимает, что окончательная победа невозможна, пока жив мальчик-Карл, поскольку тёмный король-садист и добрый ребёнок — две части одной и той же души.
Незадолго до этого мальчик-Карл рассказал Кэтрин историю о том, как однажды он принёс домой птичку со сломанной лапкой и вылечил её, но его жестокий отец узнал об этом, и Карл, понимая, что птичку ждёт ужасная мучительная смерть, если её найдёт отец, сам утопил её в ванне. «Так было лучше для неё», — говорит он. Кэтрин берёт израненного мальчика и опускает его в озеро, около которого происходила битва. Мальчик-Карл тонет, одновременно гибнет и тёмная часть души Карла, и тут же умирает в реальности сам Карл. Кэтрин просыпается. После всего она забирает себе собаку маньяка. Благодаря замеченным подсказкам в видениях маньяка, Новак находит похищенную девушку и спасает в последний момент.
В дальнейшем Кэтрин успешно использует проникновение во внутренний мир для помощи мальчику, который находится в коме.

## Актёры
- Дженнифер Лопес — Кэтрин Дин
- Винс Вон — Питер Новак
- Винсент Д’Онофрио — Карл Старгер
- Джейк Томас — Карл Старгер в детстве
- Джейк Уэбер — Гордон Рэмси
- Дилан Бейкер — Генри Уэст
- Мэрианн Жан-Батист — Мириам Кент
- Тара Сабкофф[англ.] — Джулия Хиксон
- Колтон Джеймс — Эдвард Бэйнс
- Мусетта Вандер — Элла Бэйнс
- Патрик Бошо — Люсьен Бэйнс
- Джеймс Гэммон — Тэдди Ли
- Лори Джонсон — Миссис Хиксон

## Продолжение
В 2009 году сразу на DVD был выпущен фильм Клетка-2 (The Cell 2), являющийся продолжением (сиквелом) первого фильма. Фильм рассказывает о серийном убийце и женщине-медиуме, которая должна совершить путешествие в его подсознание, чтобы спасти жертв маньяка.